# Qihe (köpinghuvudort i Kina, Hunan Sheng, lat 29,13, long 111,38)
Qihe är en köpinghuvudort i Kina. Den ligger i provinsen Hunan, i den södra delen av landet, omkring 190 kilometer nordväst om provinshuvudstaden Changsha. Antalet invånare är 50 392. Befolkningen består av 24 673 kvinnor och 25 719 män. Barn under 15 år utgör 13,0 %, vuxna 15-64 år 73 %, och äldre över 65 år 13,0 %.
Runt Qihe är det ganska tätbefolkat, med 207 invånare per kvadratkilometer. Närmaste större samhälle är Zoushi, 18,7 km sydost om Qihe. I omgivningarna runt Qihe växer i huvudsak blandskog.
Genomsnittlig årsnederbörd är 1 751 millimeter. Den regnigaste månaden är maj, med i genomsnitt 282 mm nederbörd, och den torraste är december, med 30 mm nederbörd.